# 고원부
고원부(高元富, 1962년 4월 17일~)는 전 KBO 리그 빙그레 이글스 선수이다.
일본 기후현 출신의 재일 한국인으로 일본 이름은 '요시무라 모토토미(吉村元富,Mototomi Yoshimura)'이다. 1981년 일본 중경고등학교를 졸업하고 난카이 호크스(현 후쿠오카 소프트뱅크 호크스)에 입단한다. 1984년 일본 프로 야구 2군 올스타 전인 주니어 올스타전에서 최우수 선수를 수상 하는 등 뛰어난 실력을 보여주었으나 구단이 1군 진입 약속을 이행하지 않게 되자 1985년 1월 22일 구단을 떠나게 된다. 이후 장훈의 주선으로 1985년 한국으로 건너와 빙그레 이글스에 입단한다.
1986년부터 빙그레 이글스가 리그 경기에 참가함에 따라 한국 프로 야구 선수로 활동하기 시작했으며, 주로 외야수로 활동하였다. 정교한 타격을 자랑하며 1989년 타격왕과 골든 글러브(외야수 부문)를 수상하였다. 이후 선수 은퇴 뒤 1994년에 태평양 돌핀스 코치를 맡은 후에 1995년 시즌 뒤  다시 일본으로 갔고 이에 앞서 한화 이글스 타격코치 물망에 거론됐지만  일본으로 가 좌절됐으며 이종도 KBS 해설위원에게도 타격코치 제안이 갔으나  쌍방울 레이더스 코치로 가서 불발되자 유승안 배터리코치가 타격코치로  승격됐다.
현재까지 재일교포 출신 유일의 타격왕이다.

## 출신학교
- 일본 중경고등학교

## 수상경력
- 1989년 타격왕 : 0.327

## 진기록
- 1988년 5월 12일 청주, MBC상대 유종겸 상대로 그라운드 만루홈런

## 통산기록
| 년도 | 팀     | 타율  | 경기수 | 타수 | 안타 | 2루타 | 3루타 | 홈런 | 타점 | 득점 | 도루 | 도루 실패 | 4사구 | 삼진 | 병살타 | 희생타 | 장타율 | 비고     |
| ---- | ------ | ----- | ------ | ---- | ---- | ----- | ----- | ---- | ---- | ---- | ---- | --------- | ----- | ---- | ------ | ------ | ------ | -------- |
| 1986 | 빙그레 | 0.245 | 84     | 310  | 76   | 13    | 3     | 3    | 33   | 27   | 13   | 10        | 42    | 29   | 7      | 4      | 0.335  |          |
| 1987 | 빙그레 | 0.324 | 104    | 380  | 123  | 14    | 1     | 7    | 51   | 51   | 14   | 7         | 55    | 21   | 11     | 11     | 0.421  |          |
| 1988 | 빙그레 | 0.277 | 98     | 321  | 89   | 13    | 1     | 9    | 50   | 44   | 10   | 1         | 35    | 17   | 14     | 12     | 0.408  |          |
| 1989 | 빙그레 | 0.327 | 109    | 342  | 112  | 16    | 2     | 6    | 45   | 51   | 5    | 8         | 47    | 32   | 11     | 6      | 0.439  | 타격 1위 |
| 1990 | 빙그레 | 0.253 | 107    | 288  | 73   | 13    | 2     | 9    | 45   | 42   | 4    | 4         | 40    | 34   | 7      | 6      | 0.406  |          |
| 1991 | 빙그레 | 0.229 | 39     | 83   | 19   | 1     | 0     | 1    | 8    | 7    | 0    | 0         | 10    | 11   | 4      | 0      | 0.277  |          |
| 1992 | OB     | 0.217 | 53     | 157  | 34   | 2     | 0     | 2    | 12   | 17   | 6    | 2         | 16    | 15   | 5      | 5      | 0.268  |          |
| 통산 | 7시즌  | 0.280 | 594    | 1881 | 526  | 72    | 9     | 37   | 244  | 239  | 52   | 32        | 245   | 159  | 59     | 44     | 0.386  |          |